# Influenzavirus A
Influenzavirus A eller IAV er en membrankappet virus med et genom af segmenteret negativt polariseret enkeltstrenget RNA (-ssRNA).  Influenza A tilhører Orthomyxoviridae-familien. Denne forårsager influenza blandt fugle og visse pattedyr, samt mennesker. 
Stammer fra de forskellige serotyper af influenza A er alle blevet isoleret fra vilde fugle, selvom de sjældent forårsager sygdom blandt disse. Visse serotyper fører dog til alvorlig sygdom blandt husholdte fjerkræ, og i sjældne tilfælde mennesker. Af og til overføres virus fra vilde havefugle til husholdte fjerkræ, som kan medføre større spredning, og give anledning til epidemier og pandemier.
Influenza A serotyperne navngives efter deres H-nummer (dvs. type af hæmagglutinin) og N-nummer (dvs. type af neuramidase). Der er 17 forskellige H-antigener (H1 til H17) og 9 forskellige N-antigener (N1 til N9). Den nyeste H-antigen type (H17) blev identificeret af forskere, som isolerede denne fra storflagermus i 2012.
Hver virale serotype har muteret til forskellige stammer med forskellige patogene egenskaber; nogle er patogene for en art, mens andre er patogene til flere arter.

## Fodnoter
1. ↑  Virus hunters. Science News 2022
2. ↑  "Avian influenza (" bird flu") — Fact sheet". WHO.
3. ↑  Klenk;  et al. (2008). "Avian Influenza: Molecular Mechanisms of Pathogenesis and Host Range". Animal Viruses: Molecular Biology. Caister Academic Press. ISBN 978-1-904455-22-6. {{cite book}}: Eksplicit brug af et al. i: |author= (hjælp)
4. ↑  Kawaoka Y, red. (2006). Influenza Virology: Current Topics. Caister Academic Press. ISBN 1-904455-06-9.
5. ↑  "Unique new flu virus found in bats". NHS Choices. 1. marts 2012. Arkiveret fra originalen 20. maj 2012. Hentet 16. maj 2012.
6. ↑  doi:10.1038/nature.2012.10112
7. ↑  doi:10.1073/pnas.1116200109
8. ↑  Structure of influenza virus. Virology Blog 2019

| Sygdom | Spire Denne artikel om sygdom er en spire som bør udbygges. Du er velkommen til at hjælpe Wikipedia ved at udvide den. |